# Zosterops japonicus
El anteojito japonés (Zosterops japonicus), también conocido como ojiblanco japonés o mejiro (メジロ, 目白), es una especie de ave paseriforme de la familia Zosteropidae. Su área de distribución incluye gran parte del este de Asia, incluyendo Corea, Japón, China, Vietnam, Taiwán y las Filipinas. 

## Descripción
Es de color verde oliva en la parte posterior y de color verde pálido en su parte inferior. Las patas, piernas y pico son de negro a marrón. La frente es verde y la garganta de color amarillo. Tiene alas redondeadas y el pico largo y delgado. Las alas son de color marrón oscuro. Al igual que otros ojiblancos, esta especie exhibe un característico anillo ocular blanco que le da nombre (mejiro también significa ‘ojo blanco’ en japonés). Los adultos miden entre 4 y 4,5 pulgadas de longitud y pesan entre 9,75 y 12,75 gramos.

## Comportamiento

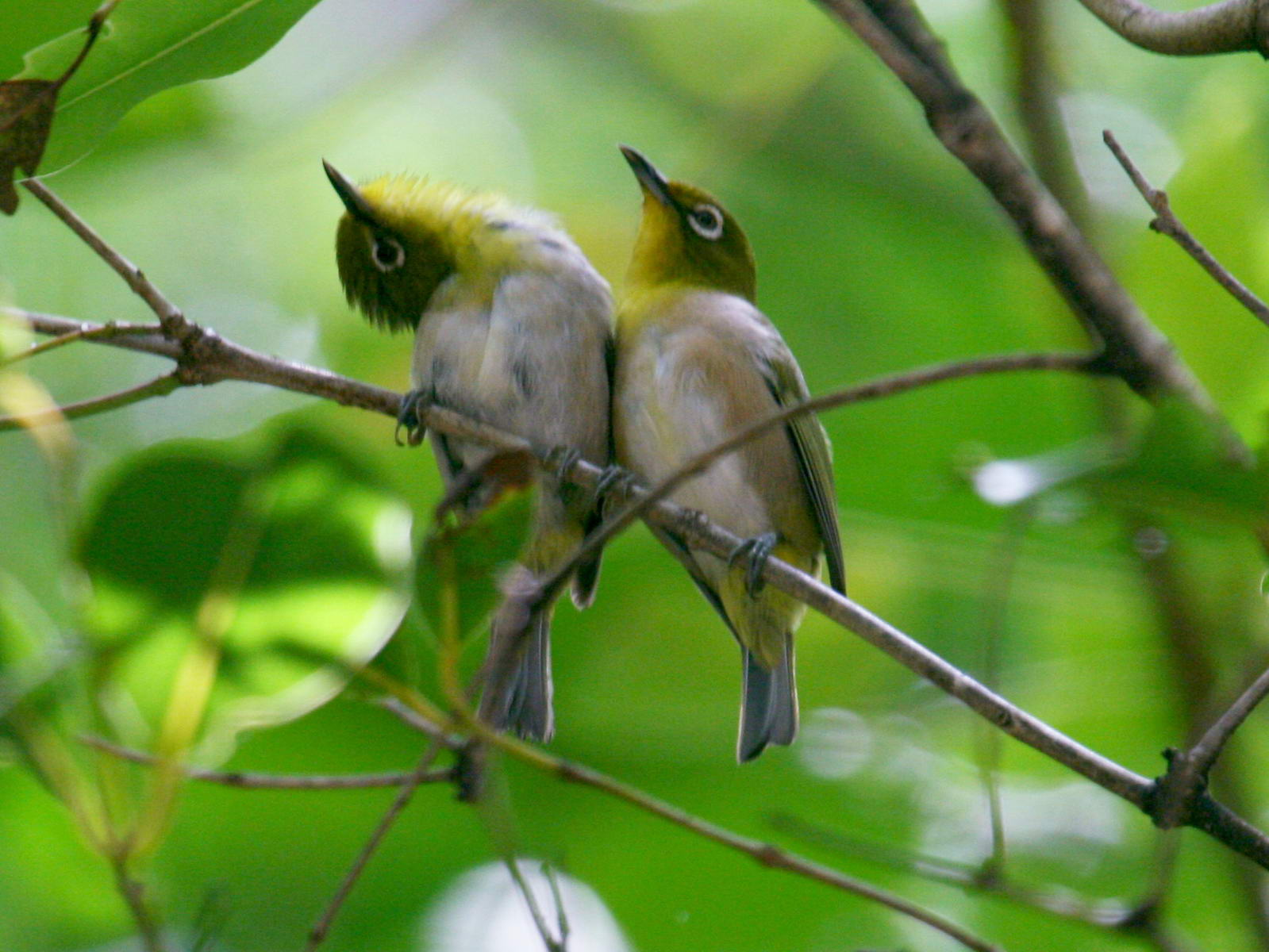
Cortejo.

Esta especie de ave rara vez se encuentran en el suelo. Es una especie muy sociable que pueden formar bandadas con otras especies, para forrajear durante el vuelo, solo se reúnen con aves de otras especies fuera de la época de reproducción. El acicalamiento social es extremadamente común. El acicalamiento interespecífico (entre diferentes especies) se ha observado en aves en cautiverio.

## Distribución
Su área de distribución abarca Japón, Taiwán, el este de China  y el norte de Filipinas. Las poblaciones migratorias pasan el invierno en Birmania, la isla de Hainan y Vietnam.

## Subespecies
Se reconocen 9 subespecies:

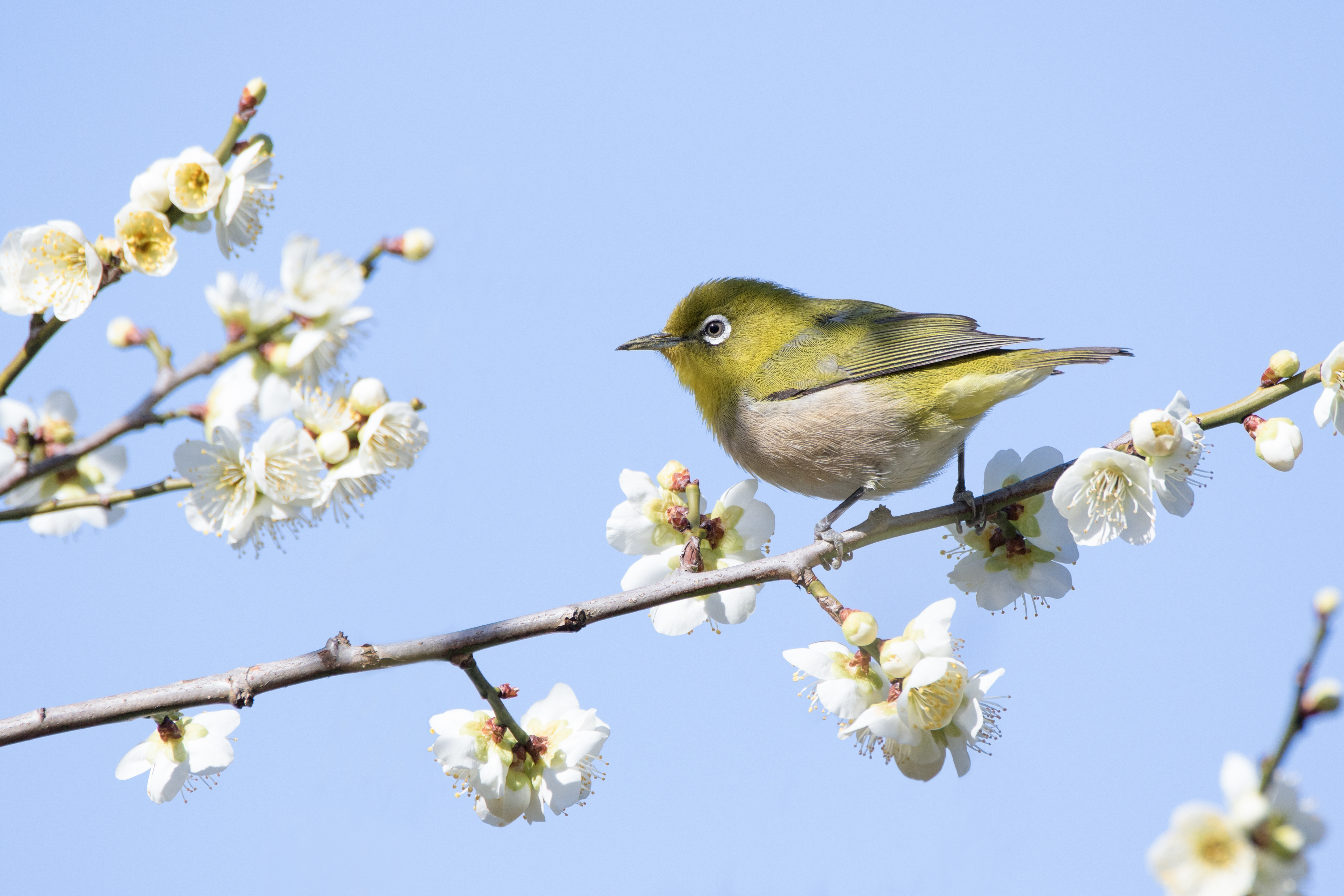
Zosterops japonicus en Sakai, Osaka, Japón.

- Zosterops japonicus alani Hartert, 1905
- Zosterops japonicus daitoensis Kuroda, 1923
- Zosterops japonicus hainanus Hartert, 1923
- Zosterops japonicus insularis Ogawa, 1905
- Zosterops japonicus japonicus Temminck & Schlegel, 1845
- Zosterops japonicus loochooensis Tristram, 1889
- Zosterops japonicus simplex Swinhoe, 1861
- Zosterops japonicus stejnegeri Seebohm, 1891
- Zosterops japonicus yesoensis Kuroda, Nagahisa, 1951